# Epictia collaris
Habrophallos collaris là một loài rắn trong họ Leptotyphlopidae. Loài này được Hoogmoed mô tả khoa học đầu tiên năm 1977.